# Касторский, Владимир Иванович

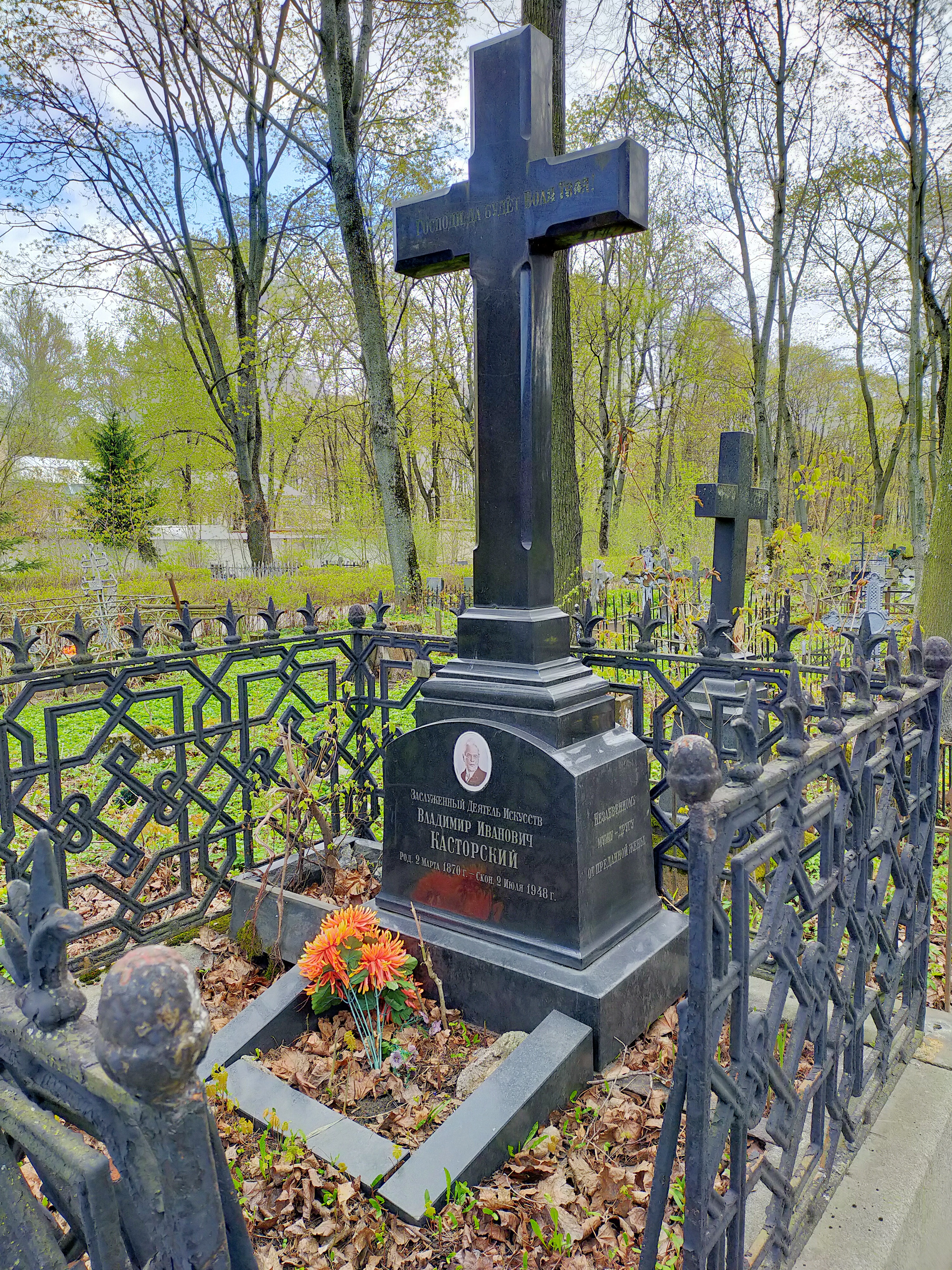
Могила В. И. Касторского (1870—1948), Волковское лютеранское кладбище

Владимир Иванович Касторский (14 марта 1870, Большие Соли, Костромская губерния — 2 июля 1948, Ленинград) — российский и советский оперный артист (бас), камерный певец, вокальный педагог. Заслуженный артист РСФСР (1934), Заслуженный деятель искусств РСФСР (1939).
С 1898 года солист Мариинского, затем Ленинградского театра оперы и балета. Участник Русских сезонов Сергея Дягилева.

## Биография
Родился 2 (14) марта 1870 года в селе Большие Соли Костромской губернии (ныне посёлок городского типа Некрасовское Ярославской области) в многодетной семье сельского священника. С девяти лет пел дискантом в церковном хоре. Окончил Костромское духовное училище, затем Пензенскую духовную семинарию (1890).
Девять месяцев прослужил в абхазском полку, из которого вышел прапорщиком запаса. Накопил за годы службы небольшую сумму денег.
Переехал в Пензу, где под влиянием двоюродного брата хормейстера А. Касторского начал заниматься вокалом; пел в разных хорах. В 1892 году переехал в Санкт-Петербург, где учился в «Бесплатном хоровом классе» И. Мельникова; принимал участие в концертах под управлением Ф. Беккера.
В 1893 поступил в Санкт-Петербургскую консерваторию в класс С. Габеля, но через год был исключён «за безголосие и бездарность» (впоследствии Габель признал ошибку). Слушал и пользовался советами итальянских певцов М. Баттистини, А. Котоньи, А. Мазини, Ф. Наварини.
В 1894 году дебютировал в Пскове в оперной труппе Н. Шампаньера, гастролировал. В 1895 году из-за болезни горла оставил сцену. Работал два года регентом в хоре фабриканта Н. Красильщикова в селе Родники Костромской губернии, брал у Красильщикова, обучавшегося в Италии, уроки вокала. В 1897 году принят в Киевскую оперу, в которой выступал один сезон.
Приобрёл в 1913 году у наследников Э. А. Юнге участок в Коктебеле, где построил дачу. Часто бывал там. Участвовал в жизни коктебельской творческой колонии.
В 1898—1918 годах солист Мариинского театра (дебютировал в партии Верховного жреца в опере А. Серова «Рогнеда»). Партии готовил под руководством И. Тартакова, М. Баттистини, А. Мазини. Три года посещал вольнослушателем занятия на естественных наук и историко-филологическом факультетах Санкт-Петербургского университета. В 1918—1923 годах солист Большого театра, в 1923—1930 годах — Ленинградского театра оперы и балета (бывший Мариинский).
Много гастролировал. Участвовал в русских сезонах С. Дягилева в Париже и Лондоне (1907—1909). Пел в Праге, Берлине, Риме, Милане (театр «Ла Скала», 1908), Мюнхене (1910), Лондоне (1911), Харбине (1922—1924), в Японии (1925); Москве (Большой театр, 1901, 1904, 1908; театр «Аквариум», 1902, 1903; Опера С. Зимина, 1922), Киеве, Одессе, Харькове, Тифлисе, Баку, Кисловодске, Томске, Казани, Самаре, в Крыму, в городах Сибири и Дальнего Востока.
Был и выдающимся камерным певцом. Организовал в 1907 году (вместе с М. М. Чупрынниковым, Н. Кедровым и Н. Сафоновым, позднее в этом квартете пел В. И. Лосев) вокальной квартет, пропагандировавший русские народные песни; гастролировал с ним в России и за рубежом (Париж, Лондон). Оставив оперную сцену, до конца жизни выступал на радио и в концертах. В годы Великой Отечественной войны эвакуирован в Ивановскую область, где часто выступал перед солдатами; пожертвовал все свои сбережения в Фонд обороны.
Обладал полнозвучным, подвижным, ровным голосом «бархатного» тембра и широкого диапазона, драматическим дарованием. Исполнение отличалось высокой музыкальной и театральной культурой, выразительностью и изяществом.
Преподавал в Ленинградском театре оперы и балета, Ленинградской художественной студии и в Ленинградской консерватории (профессор). Среди учеников — В. А. Бунчиков, О. А. Корсунов.
Записывался на грампластинки (свыше 150; иногда под псевдонимом Торский): «Граммофон», 1901, 1906—09; «Pathé» 1904, 1909, 1911; «Зонофон», 1906/07; «Музтрест», 1909; «Грампласттрест», 1935, 1937; «Ленмузтрест», 1939), в Берлине (1924).
В 1937 году снялся в роли губернатора в художественном фильме «Соловей» (киностудия «Советская Беларусь»).
Умер 2 июля 1948 года в Ленинграде. Похоронен на Волковском лютеранском кладбище.

## Репертуар
Оперный репертуар насчитывал 35 партий. Среди лучших — Сусанин («Жизнь за царя» М. Глинки), Руслан («Руслан и Людмила» М. Глинки), Мельник («Русалка» А. Даргомыжского), Пимен («Борис Годунов» М. Мусоргского), Досифей («Хованщина» М. Мусоргского), Гремин («Евгений Онегин» П. Чайковского — около 500 раз) и др. Считался одним из лучших русских исполнителей вагнеровского репертуара (Хаген в «Гибели богов», Вотан в «Золоте Рейна», Странник (Вотан) в «Зигфриде», король Марк в «Тристане и Изольде»).
Первый исполнитель партий: Капеллан («Сарацин» Ц. Кюи, 1899), Гусляр («Сказание о невидимом граде Китеже и деве Февронии» Н. Римского-Корсакова, 1907), Одон де Терри («Миранда» Н. Казанли, 1910), Андрей Петрович Гринёв («Капитанская дочка» Ц. Кюи, 1911), Старик в дворянской фуражке («Лёд и сталь» В. Дешевова, 1930). Первый исполнитель партий на русской сцене — Хаген («Гибель богов» Р. Вагнера, 1903), Вотан («Золото Рейна» Р. Вагнера, 1905). Первый исполнитель партий в Мариинском театре — Старчище («Садко» Н. Римского-Корсакова, 1901), Граф Альмавивы («Свадьба Фигаро» В. Моцарта, 1901), Странник («Зигфрид» Р. Вагнера, 1902), Нилаканта («Лакме» Л. Делиба, 1903). Первый исполнитель партий в Париже — Руслан («Руслан и Людмила» М. Глинки, 1907), Пимен («Борис Годунов» М. Мусоргского, 1908), Князь Юрий Иванович Токмаков («Псковитянка» Н. Римского-Корсакова, 3-я ред., 1909).
Другие партии: Владимир Ярославович, князь Галицкий («Князь Игорь» А. Бородина), Рангони («Борис Годунов» М. Мусоргского, 1904), Князь Гудал («Демон» А. Рубинштейна), Василий Собакин («Царская невеста» Н. Римского-Корсакова), Иван Грозный («Псковитянка» Н. Римского-Корсакова), Варяжский гость («Садко» Н. Римского-Корсакова), Старик («Сервилия» Н. Римского-Корсакова, 1902), Олоферн («Юдифь» А. Серова), Граф Томский («Пиковая дама» П. Чайковского), Василий Леонтьевич Кочубей («Мазепа» П. Чайковского), Светлейший («Черевички» П. Чайковского); Лепорелло («Дон Жуан» В. Моцарта), Мефистофель («Фауст» Ш. Гуно), Отец Лоренцо («Ромео и Джульетта» Ш. Гуно), Марсель и Граф де Сен-Бри («Гугеноты» Дж. Мейербера), Кардинал де Броньи («Жидовка» Ж. Ф. Галеви, 1922), Рамфис («Аида» Дж. Верди), Спарафучиле («Риголетто» Дж. Верди), Мефистофель («Мефистофель» А. Бойто), Каспар («Вольный стрелок» К. Вебера), Дон Пизарро («Фиделио» Л. Бетховена), Клингзор («Парсифаль» Р. Вагнера, 1909), Генрих Птицелов («Лоэнгрин» Р. Вагнера, 1923), Германн/Ландграф («Тангейзер» Р. Вагнера).
Партнёры: И. А. Алчевский, А. Ю. Больска, Г. А. Боссе, А. М. Давыдов, И. В. Ершов, Е. И. Збруева, А. И. Кобзарева, М. Н. Кузнецова-Бенуа, А. М. Лабинский, Л. Я. Липковская, Ф. Литвин, В. И. Лосев, О. Ф. Мшанская, А. В. Нежданова, Н. Н. Озеров, А. М. Пасхалова, Е. Ф. Петренко, А. В. Смирнов, К. Т. Серебряков, М. А. Славина, И. В. Тартаков, М. М. Чупрынников, Ф. И. Шаляпин. Пел п/у И. П. Аркадьева, Ф. М. Блуменфельда, В. А. Дранишникова, Н. И. Казанли, А. Коутса, Э. А. Крушевского, Э. А. Купера, Н. Миклашевского (моск. т-р «Аквариум», 1903), Ф. Мотля, Э. Ф. Направника, А. Никиша, А. И. Орлова, Д. И. Похитонова, Н. Черепнина.
Камерный репертуар включал произведения М. Глинки, А. Даргомыжского, А. Бородина, М. Мусоргского, Н. Римского-Корсакова, П. Чайковского, Л. Бетховена, В. А. Моцарта, Ф. Шуберта, Р. Шумана.